# Praja (biologia)
Praja (Praya) - rodzaj stułbiopławów z rzędu rurkopławów. Kolonie o długim pniu, na szczycie z narządem hydrostatycznym w postaci zbiornika olejowego i z dwoma dzwonami pływnymi, leżącymi naprzeciw siebie. Na pniu osadzone są liczne kormidia.